# Stenostrophia amabilis
Stenostrophia amabilis är en skalbaggsart som först beskrevs av Leconte 1857.  Stenostrophia amabilis ingår i släktet Stenostrophia och familjen långhorningar. Inga underarter finns listade i Catalogue of Life.